# Antonio Cabral Bejarano

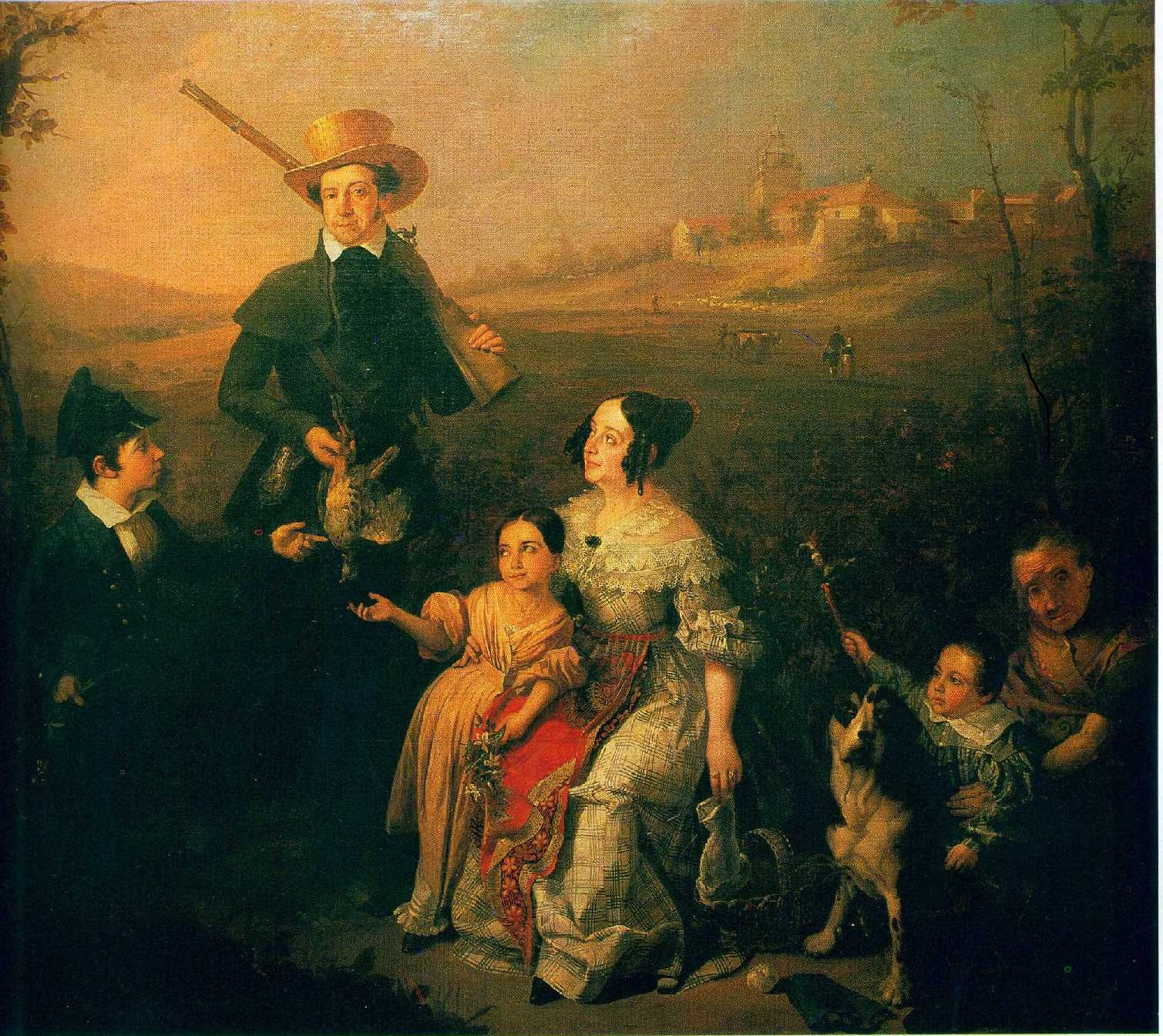
El marqués de Arco Hermoso y su familia, 1838

Antonio Cabral Bejarano – hiszpański malarz, przedstawiciel andaluzyjskiego romantyzmu i kostumbryzmu, wspierał budowę Muzeum Sztuk Pięknych w Sewilli.
Namalował liczne portrety, obrazy o tematyce religijnej oraz bogatą dekorację nieistniejącego już Teatru Św. Ferdynanda w Sewilli. Był profesorem, a później dyrektorem Akademii Sztuk Pięknych w Sewilli, wykładał też na Królewskiej Akademii Sztuk Pięknych św. Ferdynanda w Madrycie. Współtworzył i rozwijał andaluzyjski kostumbryzm.
W jego pracowni malarskiej uczyło się wielu znanych malarzy, m.in. jego dwaj synowie Francisco Cabral y Aguado Bejarano i Manuel Cabral Aguado-Bejarano, bracia Valeriano Domínguez Bécquer i Gustavo Adolfo Bécquer oraz mistrz andaluzyjskiego pejzażu romantycznego Manuel Barrón y Carrillo.